# Geografia da Região Sul do Brasil

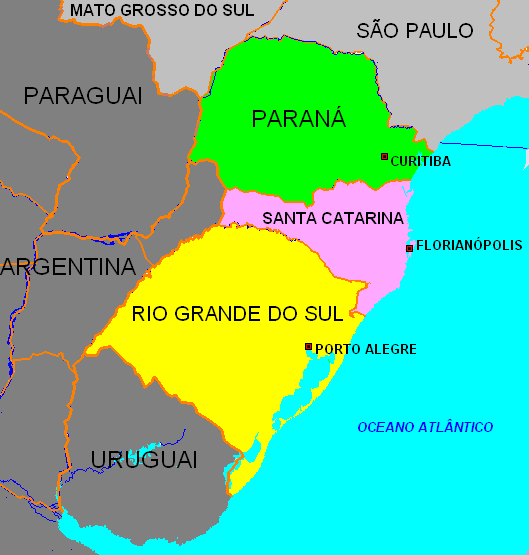
Mapa político da Região Sul.

A Geografia da Região Sul do Brasil é um domínio de estudos e conhecimentos sobre as características geográficas do território sul-brasileiro.
O planalto Meridional se constitui de rochas sedimentares antigas (arenitos) e de ocorrência extensiva de rochas magmáticas eruptivas (basaltos). É subdividida-se em:
- Planalto Arenítico-Basáltico, no qual são formadas cuestas, que recebem o nome de serras — Serra Geral (Santa Catarina) e coxilhas (Rio Grande do Sul);[1]
- Depressão Periférica, que chama-se de planalto dos Campos Gerais no Paraná e Depressão Central no Rio Grande do Sul.[1]

O planalto Cristalino Brasileiro se constitui de rochas ígneas antigas e metamórficas juntamente ao litoral e à escarpa da serra do Mar. Nas áreas de menor altitude e de maior ondulação ao sul, são caracterizadas as serras de Sudeste, com seu grande número de coxilhas.
Na Planície Costeira ou Litorânea, são visíveis as pequenas planícies fluviais, que encaixam-se nos planaltos, e a extensão de uma planície costeira, que ora vai se estreitando, ora vai se alargando muito. Nessa planície, estão presentes restingas, lagoas costeiras, praias e dunas.
A Região Sul do Brasil tem um clima subtropical, na maioria do território regional. A variação das temperaturas médias vai de 12°C a 21°C, com grande amplitude térmica. As chuvas entre 1.200mm e 2.000mm têm boa distribuição o ano inteiro.
Duas bacias hidrográficas representam a Região Sul do Brasil:
- bacia do Paraná — rios mais importantes: Paranapanema, Tibagi, Ivaí, Piquiri e Iguaçu, além do rio Paraná.[3]
- bacia do Uruguai — rios mais importantes Ijuí, Ibicuí e Piratini, além do rio Uruguai.[3]

Na Mata das Araucárias são encontradas espécies úteis, como o pinheiro-do-paraná e a imbuia. A Mata Atlântica se localiza junto ao litoral e ao talvegue dos grandes rios.
Os campos meridionais ou do planalto, que também chamam-se Campanha Gaúcha ou Pampa, no Rio Grande do Sul, são o bioma pelo qual as paisagens naturais de excelência são constituídas.

## Relevo
A Região Sul do Brasil se localiza na zona temperada do sul, enquanto a sua parte norte está localizada na zona tropical. Seu clima é apresentado uniformemente, variando pouco. Mas quase sempre são apresentadas duas paisagens contrastadas pelos outros elementos os quais pertencem à natureza sul-brasileira: relevo com extensos planaltos e estreitas planícies, hidrografia dividida em ambas as grandes bacias fluviais (a do Paraná e a do Uruguai) e outras menores, vegetação na qual há alternância de florestas e de campos. Levando sempre em consideração esses contrastes, tudo isso tornará mais facilmente compreensíveis as características naturais do Sul do Brasil.
O relevo da Região Sul do Brasil encontra-se sob domínio, na maioria do seu território, de ambas as divisões do Planalto Brasileiro: o planalto Atlântico (serras e planaltos do Leste e Sudeste) e o planalto Meridional. Nessa região, o planalto Atlântico também chama-se planalto Cristalino, e o Meridional subdivide-se em ambas as partes: planalto arenito-basáltico e Depressão Periférica. Na região ainda são apresentadas certas planícies. O ponto mais elevado da região sul é o Pico Paraná, com 1922 metros de altitude, localizado no estado do Paraná. Porém o Morro da Igreja está situado a 1.822 metros de altitude, sendo o ponto habitado mais alto da região Sul e onde foi registrada, não oficialmente, a temperatura mais baixa do Brasil: -17,8 °C, em 29 de junho de 1996.

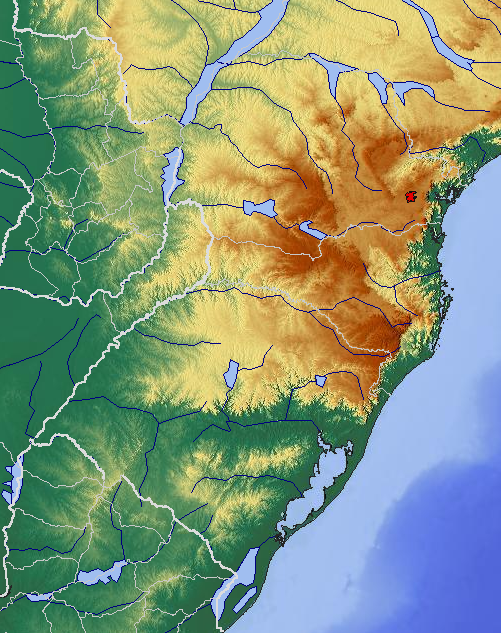
Mapa geomorfológico do Sul do Brasil

As mais importantes unidades geomorfológicas do relevo sul-brasileiro são:
- Planalto Cristalino: Sua área é apresentada com maior amplitude no Paraná, na qual sua escarpa que volta-se para o oceano é a unidade geomorfológica formadora da serra do Mar, e em Santa Catarina, esse planalto torna-se afunilado. Suas elevações são os aspectos constituintes daquilo que os geógrafos chamam-se "mares de morros". Já, os mares de morros são as características do Planalto Atlântico.[8]
- Planalto Meridional: É a unidade geomorfológica pela qual é recoberta a maioria do território da Região Sul do Brasil, com alternância de arenito e basalto. O basalto é uma rocha vulcânica a qual formou os solos de "terra roxa", de grande fertilidade. Na região Sul, com a exceção do norte e oeste do Paraná, há um pequeno número de áreas possuidoras de tais solos, porque na maioria das vezes os arenitos justapõem as rochas basálticas.[8]

A elevação mais destacada do planalto Meridional é a Serra Geral, a qual no Paraná e em Santa Catarina, é visível na parte de trás da serra do Mar, porém no Rio Grande do Sul é terminada juntamente ao litoral, sendo a unidade geomorfológica formadora de falésias como as quais são visíveis nas praias da cidade de Torres, no Rio Grande do Sul.
Para caracterizar mais facilmente toda essa unidade geomorfológica, o planalto Meridional divide-se habitualmente em ambas as partes: planalto arenito-basáltico e Depressão Periférica.
- Planalto arenito-basáltico: Nele, o basalto e o arenito, diferentemente resistentes à erosão, são os materiais formadores das cuestas, as quais chamam-se localmente "serras", como por exemplo, a Serra Geral, em Santa Catarina.
- Depressão Periférica: Área caracterizada pelo seu rebaixamento pela sua estreiteza, a qual chama-se planalto dos Campos Gerais, no Paraná, e Depressão Central, no Rio Grande do Sul.
- Escudo Sul-Rio-Grandense: Planalto o qual também chama-se Serras de Sudeste, localizado no sudeste do Rio Grande do Sul, caracteriza-se pelas coxilhas, as quais são formas de relevo com ondulações de colinas.

## Clima

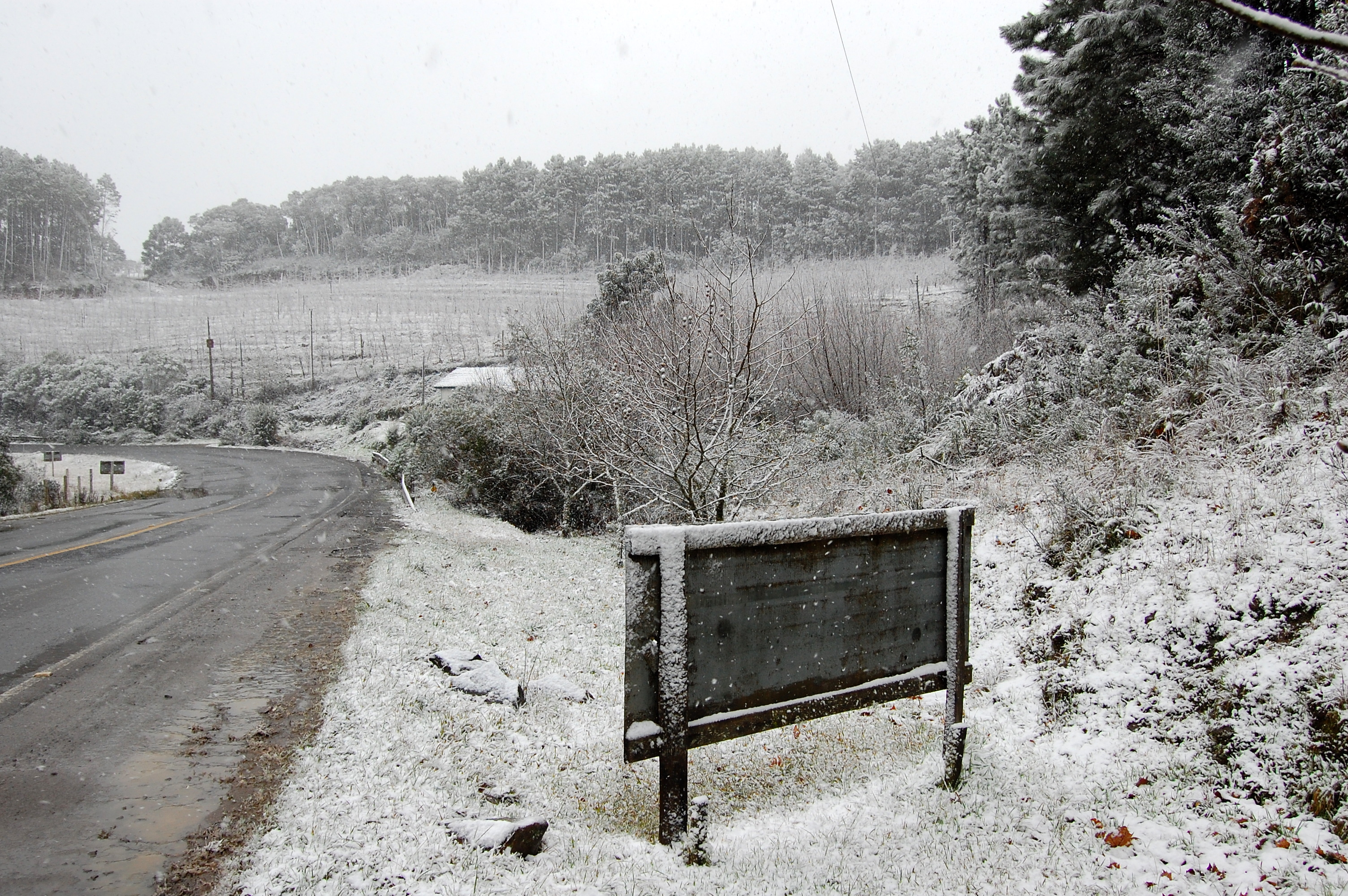
Neve na zona rural de São Joaquim, Santa Catarina, em 2010.

No Brasil, país em que predomina o clima tropical, apenas a Região Sul encontra-se sob o domínio do clima subtropical (um clima de transição entre o tropical predominante no Brasil e o temperado, predominante na Argentina), ou seja, o clima típico desta região é mais frio em comparação ao clima tropical, e é onde são registradas as mais baixas temperaturas do país. Nesse clima, as temperaturas variam de 16°C a 20°C ao ano, porém, o inverno é costumeiramente muito frio para os padrões brasileiros, com frequência de geadas na quase totalidade das áreas, e em lugares onde há altitudes de maior elevação, neve cadente. As estações do ano apresentadas possuem grande diferenciação e a amplitude térmica anual é relativamente muito grande. As chuvas, na quase totalidade do território regional, são distribuídas regularmente durante todo o ano, entretanto, no Norte do Paraná — transição para a zona intertropical — as chuvas são concentradas nos meses de verão.
Também podem ser encontradas características tropicais nas baixadas litorâneas do Paraná e Santa Catarina, onde as temperaturas estão acima de 20 °C e, principalmente, há queda de chuvas no verão.
As temperaturas também são afetadas pelos ventos. No verão, as temperaturas aumentam por causa do calor e da umidade dos ventos alísios que vêm do sudeste, depois as chuvas caem com força. O inverno no Sul do Brasil é muito frio com geada e neve por causa das frentes frias que são massas de ar vindas do Pólo Sul. Esse vento frio é chamado de minuano ou pampeiro pelos paranaenses, catarinenses e gaúchos.
É importante ressalvar, que as características contidas no clima da região Sul do Brasil, têm grande influência graças à Massa Polar Atlântica (MPA) que é fria e úmida. A mesma origina-se no anticiclone situado ao sul da Patagônia. Sua atuação é mais intensa no inverno, com presença marcante nas regiões Sul e Sudeste. Pode atingir outras regiões como a Amazônia, onde a mesma se enfraquecera.

## Hidrografia

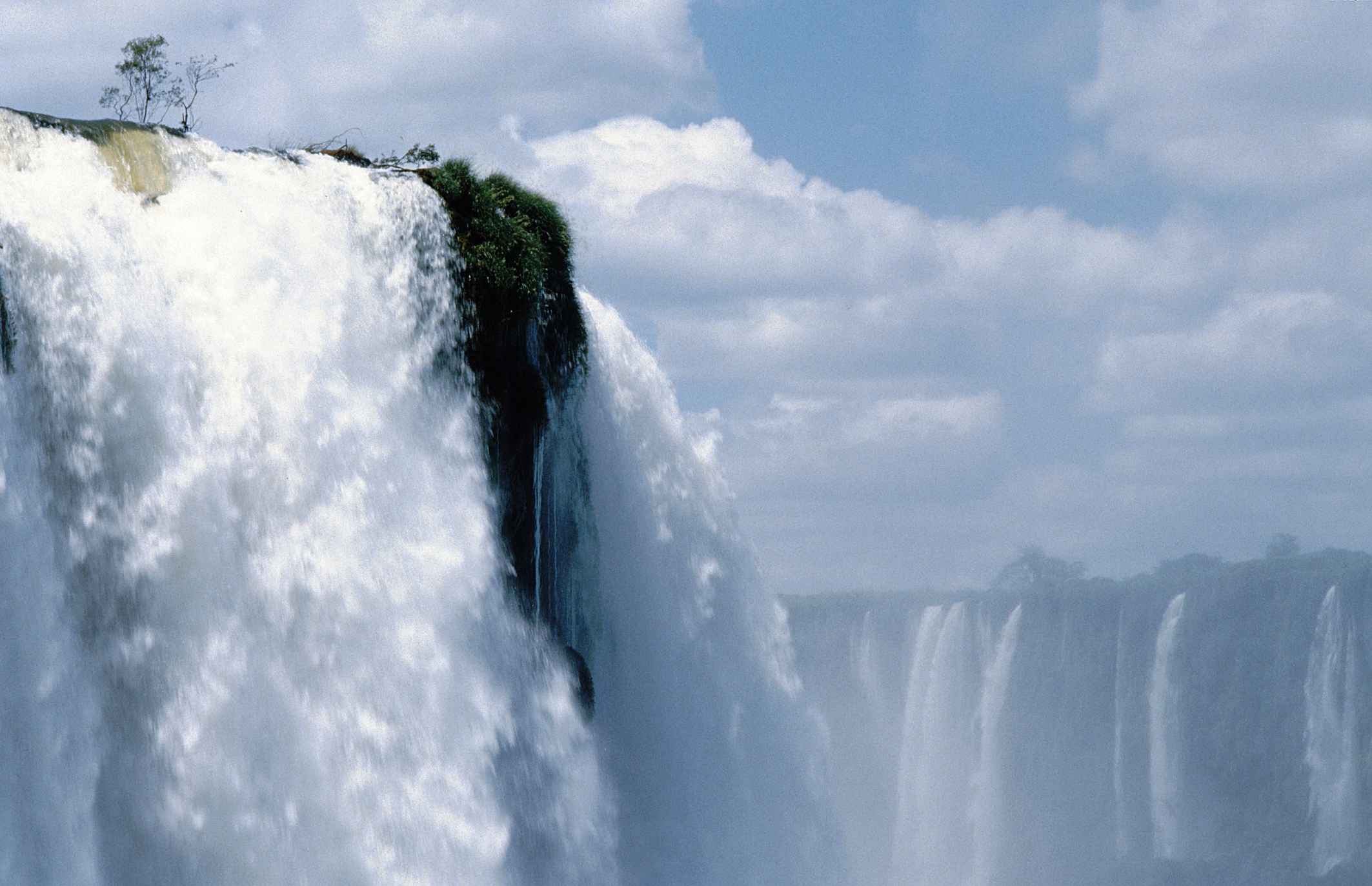
Vista aérea das Cataratas do Iguaçu (PR), na fronteira do Brasil com a Argentina.

Tanto a serra do Mar como a Serra Geral se localizam nas proximidades do litoral. Assim, o relevo da Região Sul do Brasil é inclinado para o interior e a maioria dos rios — que é de planalto — segue no sentido leste-oeste. Esses rios são concentrados em duas grandes bacias hidrográficas: a bacia do rio Paraná e a bacia do rio Uruguai, ambas as subdivisões que fazem parte da Bacia Platina. Os rios de maior importância têm grande volume de água e são possuidores de grande potencial hidrelétrico, o que já está se explorando no rio Paraná, com o fato de ter sido construída a Usina Hidrelétrica de Itaipu (atualmente a segunda maior do mundo). Essa exploração favorece ao Sul e ao Sudeste o crescimento do número de consumidores de energia elétrica, tanto para consumo doméstico como industrial, havendo a necessidade de continuar investindo nesse lugar.
Os rios sulistas que fazem seu percurso até desaguarem no mar integram um conjunto de bacias secundárias, como as do Atlântico Sul e do Atlântico Sudeste. Entre essas, a mais aproveitável para a hidreletricidade é a do rio Jacuí, no Rio Grande do Sul. Outra, que os brasileiros conhecem muito pelas suas cheias que não podem ser previstas, é a do rio Itajaí, em Santa Catarina, que alcança uma região que se desenvolveu muito, onde a colonização alemã influenciou basicamente.

## Vegetação
Quando as pessoas dizem respeito ao sul do Brasil, é frequente ter na memória a Mata de Araucárias ou Floresta dos Pinhais e o grande pampa gaúcho, formações vegetais típicas que aparecem na região, apesar de não existirem somente lá.

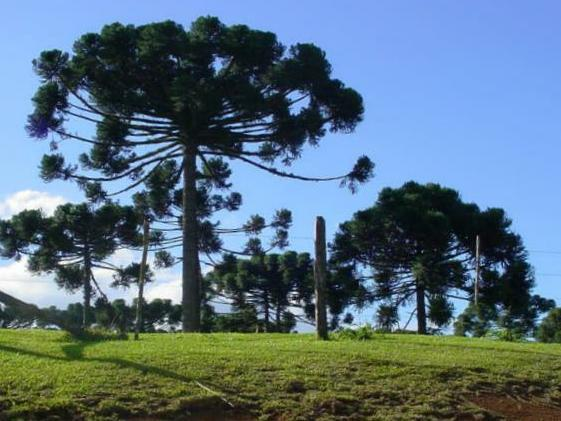
A Mata de Araucárias é a paisagem típica da vegetação de planalto da região Sul.

A Mata de Araucárias, que praticamente se extinguiu, é o bioma visível nas partes de maior elevação dos planaltos do Paraná e Santa Catarina, no formato de manchas que existem entre as demais formações vegetais. A Araucaria angustifolia (pinheiro-do-paraná) é mais facilmente adaptada às menores temperaturas, frequentemente nas partes da maior altitude do relevo, e ao solo rochoso que mistura arenito com basalto, com uma grande concentração no planalto arenito-basáltico, no interior da região.

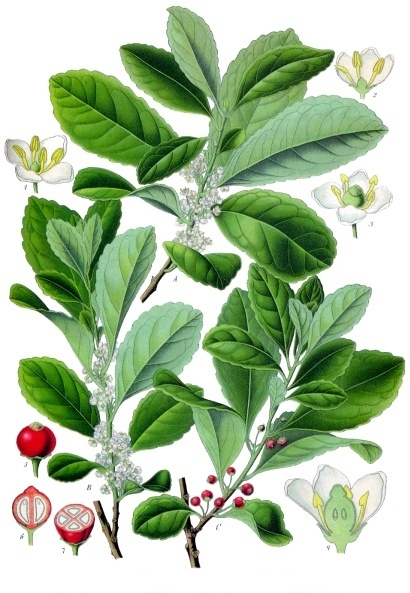
A erva-mate é um dos principais produtos agrícolas da região Sul.

Nessa mata se extraem principalmente o pinheiro-do-paraná e a imbuia, que se utilizam em marcenaria, e a erva-mate, cujas folhas se utilizam para preparar o chimarrão.
A devastação desta floresta, que foi o bioma típico da região na qual hoje há poucos remanescentes dessa paisagem, teve início no final do Império, porque o governo fazia concessões com o objetivo de abrir estradas de ferro, e a situação tornou-se grave devido à indústria madeireira.
Além da Mata de Araucárias, propriamente dita, a serra do Mar, com grande umidade por estar mais próxima do oceano Atlântico, faz com que se desenvolva a mata tropical úmida da encosta, ou Mata Atlântica, com grande densidade e várias espécies. A Mata Atlântica é iniciada no Nordeste sendo continuada pelo Sudeste até a sua chegada ao Sul. No Norte do Paraná, a floresta tropical praticamente extinguiu-se, porque a agricultura foi expandida. Ultimamente, o governo está procurando novas tentativas de implantação de uma política de reflorestamento.
As vastas extensões de campos limpos também ocupam a Região Sul do Brasil. Estas vastas extensões de campos limpos chamam-se pelo nome de campos meridionais. Os campos meridionais dividem-se em duas áreas distintas. A primeira é correspondente aos campos dos planaltos, que são manchas ocorrentes a partir do Paraná até o norte do Rio Grande do Sul. A segunda área — os campos da campanha — é de maior extensão e está localizada inteiramente no Rio Grande do Sul, em uma região que chama-se Campanha Gaúcha ou pampa. É a vegetação natural das coxilhas e uma camada visível de ervas rasteiras pela qual é constituída a melhor pastagem natural do Brasil.
Finalmente, juntamente ao litoral, destaca-se a vegetação costeira de mangues, praias e restingas, que se assemelham às de outras regiões do Brasil.